# Aleksandr Andrienko
Aleksandr Aleksandrovič Andrienko (in russo Александр Александрович Андриенко?; 8 maggio 1990) è uno sciatore alpino russo.

## Biografia
Originario di Kaluga e attivo in gare FIS dal dicembre del 2005, Andrienko ha esordito in Coppa Europa il 5 dicembre 2011 a Trysil in slalom gigante (37º), ai Campionati mondiali a Schladming 2013, dove si è classificato 33º nello slalom gigante e non ha completato lo slalom speciale, e in Coppa del Mondo il 26 ottobre 2014 a Sölden in slalom gigante, senza completare la prova. Ai Mondiali di Vail/Beaver Creek 2015 non ha completato né lo slalom gigante né lo slalom speciale; il 1º marzo dello stesso anno ha conquistato i primi punti in Coppa del Mondo, chiudendo al 30º posto lo slalom gigante di Garmisch-Partenkirchen.
Ai Mondiali di Sankt Moritz 2017 si è classificato 29º nello slalom speciale e non ha completato lo slalom gigante; anche ai Mondiali di Åre 2019 non ha completato né lo slalom gigante né lo slalom speciale, mentre nella stagione successiva ha ottenuto il primo podio in Coppa Europa, nello slalom gigante disputato a Kirchberg in Tirol il 19 gennaio 2020 (3º). Ai Mondiali di Cortina d'Ampezzo 2021 non ha completato lo slalom gigante; l'anno dopo ai XXIV Giochi olimpici invernali di Pechino 2022, sua prima presenza olimpica, si è classificato 26º nello slalom speciale, 11º nella gara a squadre e non ha completato lo slalom gigante. È inattivo dalla fine di quella stessa stagione 2021-2022 poiché in seguito all'invasione russa dell'Ucraina del 2022 gli atleti russi sono stati esclusi dalle competizioni riconosciute dalla Federazione internazionale sci e snowboard; è marito di Elena Prosteva, a sua volta sciatrice alpina.

## Palmarès

### Coppa del Mondo
- Miglior piazzamento in classifica generale: 112º nel 2018

### Coppa Europa
- Miglior piazzamento in classifica generale: 15º nel 2016
- 1 podio:
  - 1 terzo posto

### South American Cup
- Miglior piazzamento in classifica generale: 21º nel 2016
- 2 podi:
  - 1 vittoria
  - 1 terzo posto

#### South American Cup - vittorie
| Data              | Località             | Paese     | Specialità |
| ----------------- | -------------------- | --------- | ---------- |
| 22 settembre 2015 | Ushuaia Cerro Castor | Argentina | GS         |

Legenda:

GS = slalom gigante

### Far East Cup
- Miglior piazzamento in classifica generale: 4º nel 2021
- 9 podi:
  - 2 vittorie
  - 3 secondi posti
  - 4 terzi posti

#### Far East Cup - vittorie
| Data          | Località         | Paese  | Specialità |
| ------------- | ---------------- | ------ | ---------- |
| 23 marzo 2015 | Južno-Sachalinsk | Russia | GS         |
| 27 marzo 2021 | Južno-Sachalinsk | Russia | GS         |

Legenda:

GS = slalom gigante

### Campionati russi
- 10 medaglie:
  - 3 ori (slalom gigante nel 2017; discesa libera, slalom gigante nel 2022)
  - 5 argenti (slalom gigante, slalom speciale nel 2015; supergigante, slalom gigante nel 2019; supergigante nel 2022)
  - 2 bronzi (slalom gigante nel 2011; supercombinata nel 2012)